# Alkméné

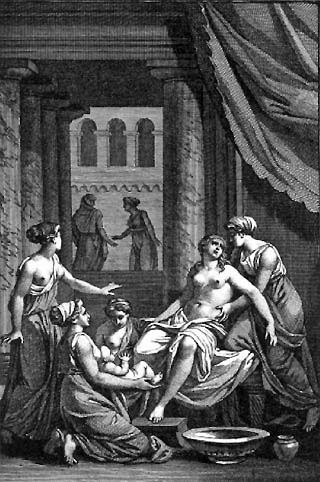
Jean Jacques Francois Le Barbier: Alkméné megszülte Héraklészt, 18. század

Alkméné (ógörögül: Αλκμήνη – Alkméné, latinul: Alcmena, Alcumena) a görög mitológiában Élektrüón és Anakszó leánya, Amphitrüón argoszi herceg és hadvezér felesége. Szépsége megragadta Zeuszt is. Szerelmét azonban Alkméné elutasította, így a főisten cselhez folyamodott, és a távollévő Amphitrüón képében megjelenve nyerte el Alkméné szerelmét, aki ikerfiúkat szült: Zeusztól Héraklészt, Amphitrüóntól Iphiklészt.
A Tejút keletkezésének egyik mitológiai magyarázata szerint Zeusz csellel rávette Hérát, hogy táplálja a gyermek Héraklészt. Amikor az istennő rájött, hogy ki is a kisfiú, azonnal elvonta a kebléről. A kifröccsenő tej okozta folt a mai napig látható az égen.
A nagy erejű hős anyját halála után Zeusz Hermésszel a Boldogok szigetére vitette az Alvilágban. Itt megismerte az egyik alvilági bírát, Rhadamanthüszt, és a hitvese lett.